# La Promenade au bois
La Promenade au bois est une peinture à l'huile sur toile (228 × 118 cm) du peintre italien Giovanni Boldini. Datée vers 1909, elle est conservée au musée Giovanni Boldini à Ferrare.

## Histoire
La Cubaine Rita de Alba de Acosta posa à plusieurs reprises pour Boldini entre 1904 et 1911. L'artiste la représente ici lors d'une promenade au bois de Boulogne en compagnie de son second mari, le capitaine britannique Philip Lydig. Conçu pour être présenté au Salon de 1909, ce tableau s'attira les foudres de la jeune Luisa Casati, qui avait posé à la même époque (La Marquise Luisa Casati avec un lévrier) pour le peintre en vue d'un portrait censé marquer ses débuts parisiens en qualité de nouvelle comtesse de Castiglione. Collectionneuse et mécène, Mme Lydig devint célèbre, non seulement pour sa beauté, mais aussi pour son immense et somptueuse garde-robe, qui comprenait, outre de nombreuses créations des sœurs Callot, plus de cent cinquante paires de chaussures signées Pierre Yantorny ; la « divine » les emportait avec elle dans la quarantaine de malles Vuitton, remplies de vêtements et d'accessoires, qui lui servaient de bagages lorsqu'elle descendait à l'hôtel Ritz de Paris. 
Ce tableau est exposé au Champ-de-Mars en 1909. 

## Analyse
La toile, influencée par le grand art du portrait anglais, en particulier de La Promenade du matin de Thomas Gainsborough, rend à la perfection le tempérament du modèle. Emilia Cardona écrivit à son sujet : « Boldini réalisa le portrait de cette Dame en tenue de ville, sans bijoux ; mais l'air dont elle s'avance majestueusement, devant son mari, est celui d'une reine se dirigeant vers son trône et suivie de toute sa cour ».